# Ignacio Gogorza Izaguirre
Ignacio Gogorza Izaguirre SCI di Béth (Azcoitia, Guipúzcoa, 28 de julio de 1936) es un clérigo español, obispo emérito de Encarnación (Paraguay).

## Biografía
Ignacio Gogorza Izaguirre se unió a la Congregación de Sacerdotes del Sagrado Corazón de Jesús de Betharram y fue ordenado sacerdote el 29 de junio de 1961. 
El Papa Juan Pablo II lo nombró Obispo de Coronel Oviedo el 26 de marzo de 1998. El arzobispo de Asunción, Felipe Santiago Benítez Ávalos, le otorgó la ordenación episcopal el 7 de junio del mismo año; Los consensores fueron Claudio Silvero Acosta SCI di Béth, obispo auxiliar de Encarnación, y Celso Yegros Estigarribia, obispo de Carapeguá . 
El 3 de febrero de 2001, fue nombrado obispo de Ciudad del Este. El 12 de julio de 2004 fue nombrado obispo de Encarnación y presentado el 12 de septiembre del mismo año en el cargo. 
El 15 de noviembre de 2014, el Papa Francisco aceptó su renuncia relacionada con la edad.

## Enlaces web
- bishop/bgogo en Catholic-Hierarchy.